# آنی ام خی شمیت
آنی ام خی شمیت (هلندی: Anna Maria Geertruida "Annie" Schmidt; ۲۰ مهٔ ۱۹۱۱ – ۲۱ مهٔ ۱۹۹۵) شاعر و نویسنده هلندی است. گرچه بیشتر آثار وی برای کودکان است اما برای بزرگسالان نیز، شعر و قصه نوشته‌است.
او ابتدا به کتابداری و سپس روزنامه‌نگاری روی آورد و در روزنامه «هت پارول» هلند کار کرد. بعدها شعر و قصه و ترانه و فیلمنامه و نمایشنامه نوشت. داستان «خانواده دورس‌نی» را برای رادیو نوشت، که از سال ۱۹۵۲ تا ۱۹۵۸ ادامه داشت. از سال ۱۹۵۷ «پانسیون بی‌خانمان‌ها» را هم که موزیکال کمدی بود برای تلویزیون نوشت. برنامه تلویزیونی Ja Zuster Nee Zuster را هم که بسیار موفقیت‌آمیز بود، آنی شمیت می‌نوشت.
«ییپ و یانه‌که»، یکی از آثار اوست که توسط سیمین رفعتی، به فارسی ترجمه شده‌است. مینوس (فیلمنامه)، پلوک فان ده‌پتر فه‌لِت، اوچه، پیپ‌لاله، زیزو… از جمله آثار اوست.
او در اواخر عمر ناتوان و نابینا شده بود و شاید همین عامل او را به این فکر انداخت که به اصطلاح «مرگ خوب» یا اتانازی را برگزیند. گفته می‌شود در پایان جشن تولدش وقتی مهمانان رفتند با مصرف قرص‌های زیاد و کشنده، در ۹۴ سالگی به زندگی خود پایان داد.
از برخی آثار وی فیلم و نمایشنامه و ترانه ساخته‌اند و کتاب‌های وی به زبان‌های دیگر هم ترجمه شده‌است. در موزه مادام توسو در آمستردام، تندیسی از او هست که سیگار به دست دارد و کتابی هم روی زانوان اوست و به دوردستها می‌نگرد. آنی ام خی شمیت جوایز زیادی (از جمله جایزه هانس کریستین آندرسن) را گرفته‌است. فرهنگ‌ورزان هلندی او را مشهورترین نویسنده کشورشان و ملکه واقعی هلند می‌دانند.